# Jean-Pierre Greff
Pour les articles homonymes, voir Greff.
 (mars 2025).
La mise en forme du texte ne suit pas les recommandations de Wikipédia : il faut le « wikifier ».
Les points d'amélioration suivants sont les cas les plus fréquents. Le détail des points à revoir est peut-être précisé sur la page de discussion.
- Les titres sont pré-formatés par le logiciel. Ils ne sont ni en capitales, ni en gras.
- Le texte ne doit pas être écrit en capitales (les noms de famille non plus), ni en gras, ni en italique, ni en « petit »…
- Le gras n'est utilisé que pour surligner le titre de l'article dans l'introduction, une seule fois.
- L'italique est rarement utilisé : mots en langue étrangère, titres d'œuvres, noms de bateaux, etc.
- Les citations ne sont pas en italique mais en corps de texte normal. Elles sont entourées par des guillemets français : « et ».
- Les listes à puces sont à éviter, des paragraphes rédigés étant largement préférés. Les tableaux sont à réserver à la présentation de données structurées (résultats, etc.).
- Les appels de note de bas de page (petits chiffres en exposant, introduits par l'outil «  Source ») sont à placer entre la fin de phrase et le point final[comme ça].
- Les liens internes (vers d'autres articles de Wikipédia) sont à choisir avec parcimonie. Créez des liens vers des articles approfondissant le sujet. Les termes génériques sans rapport avec le sujet sont à éviter, ainsi que les répétitions de liens vers un même terme.
- Les liens externes sont à placer uniquement dans une section « Liens externes », à la fin de l'article. Ces liens sont à choisir avec parcimonie suivant les règles définies. Si un lien sert de source à l'article, son insertion dans le texte est à faire par les notes de bas de page.
- La présentation des références doit suivre les conventions bibliographiques. Il est recommandé d'utiliser les modèles {{Ouvrage}}, {{Chapitre}}, {{Article}}, {{Lien web}} et/ou {{Bibliographie}}. Le mode d'édition visuel peut mettre en forme automatiquement les références.
- Insérer une infobox (cadre d'informations à droite) n'est pas obligatoire pour parachever la mise en page.

Pour une aide détaillée, merci de consulter Aide:Wikification.
Si vous pensez que ces points ont été résolus, vous pouvez retirer ce bandeau et améliorer la mise en forme d'un autre article.
 (mars 2025).
Jean-Pierre Greff, né le 9 août 1957 à Forbach, en Moselle, est un historien de l'art et de design, professeur et curateur franco-suisse. Il est directeur de la haute école d'art et de design Genève de 2007 à 2022 et président de la fondation Plaza à Genève depuis 2019.

## Biographie
Jean-Pierre Greff naît le 9 août 1957 à Forbach en Moselle. Il suit des études de littérature et linguistique à l'université de Metz, puis d'histoire de l'art à l'université Paris 1 Panthéon-Sorbonne.

### Carrière
Il entame sa carrière en tant qu’enseignant durant près de dix ans dans plusieurs hautes écoles d’art et d’universités en France, avant de diriger en 1993 l'école supérieure des arts décoratifs de Strasbourg.
En 2004, Jean-Pierre Greff est nommé directeur de l’École supérieure des beaux-arts de Genève (ESBA). Après deux ans, l'ESBA fusionne avec la Haute école d'arts appliqués et devient la Haute école d’art et de design Genève, la HEAD – Genève. Nommés précédemment selon l’artiste responsable, les ateliers du niveau Bachelor sont réorganisés selon des intitulés qui excluent la logique des matériaux ou des médiums également pour évoquer les questionnement de la création contemporaines: Appropriation, Art/Action, Construction, Information/Fiction, Interaction, Représentation. LiveInYourHead, une galerie ouverte au public, voit le jour et les conférences, colloques, projections de films se multiplient. En plus d'une politique éditoriale soutenue, l'école entame une longue série d'invitations d'intervenants internationaux, notamment grâce à une longue série de professeurs invité-s, comme le peintre allemand Norbert Bisky, Jean-Pierre Blanc, initiateur du festival de la mode de Hyères. Grâce à une série de partenariats avec des différentes entités du monde de l'art et de la culture, l'école s'ancre dans sa cité et commence à bâtir sa reconnaissance au niveau international,.
Sous sa direction, la HEAD ouvre une dizaine de nouvelles formations, notamment de niveau Master, ainsi qu’une chaire en Design horloger  dont les projets de diplôme sont chaque année exposés avec les marques des garde-temps concourant au Grand Prix d'Horlogerie de Genève. La formation en Design Mode prend un nouvel essor avec l’organisation d’un défilé de mode annuel.
Jean-Pierre Greff quitte la HEAD fin 2022. Président de la Fondation Plaza depuis 2019, celle-ci oeuvre à la rénovation du cinéma Plaza, lieu emblématique genevois sauvé de la démolition grâce à une mobilisation citoyenne, et destiné à devenir un centre culturel principalement dédié au septième art.
Jean-Pierre Greff a fondé et présidé l’Association nationale des directeurs d’écoles supérieures d’art (ANDEA).

## Publications
"Auteur de nombreuses préfaces et essais sur la photographie, l’art et la littérature, l’art et la communication, la couleur, l’art en France sous l’Occupation et après-guerre", Jean-Pierre Greff a signé plusieurs monographies consacrées à des artistes contemporains.

### Ouvrages et directions d'ouvrages
- "50 ans de réflexion et d’action en art contemporain", Arras : Centre Noroit, 1990, 564 p. [Dir. de publ.].
- "Tal-Coat, lavis et aquarelles", Le Cateau-Cambrésis : Musée Matisse, 1991, 128 p. [Dir. de publ.].
- "Bazaine et le théâtre", Bourges: Maison de la culture: Scène nationale, 1992, 120 p. [Dir. de publ.].
- "Jean Bazaine : vitraux et mosaïques = Jean Bazaine: Glasmalereien und Mosaiken", Bern: Benteli Verlag, 1994, 132 p. [Dir. de publ.]
- "Les Recels de la transparence", in Emmanuel Saulnier: principe transparent, Paris: Ed. du Regard; Strasbourg: La Chaufferie, 1999, p. 35-89.
- "Jean Bazaine", Neuchâtel : Ides et Calendes, 2002, 208 p., (Polychrome).
- "AC/DC art contemporain/design contemporain", Genève: Haute école d’art et de design; Zurich: JRP/Ringier, 2008, 295 p. [Dir. de publ. Actes du symposium].

### Ouvrages collectifs
- "L’Ombre, la branche: sollicitations poétiques d’une œuvre picturale", in Le Verbal et ses rapports avec le non verbal dans la culture contemporaine, Montpellier: Université Paul Valéry, 1989, p. 95-103. [En collaboration avec Jean Bazaine et Jean Tardieu]. [Actes du colloque].
- "D’un seul regard", in Iconotextes, Paris: Ophrys; Clermont-Ferrand: C.R.C.D., 1990, p. 179-191. [En collaboration avec Jean Bazaine et Jean Tardieu]. [Actes du colloque].
- "Bazaine-Tardieu: une correspondance en acte", in Texte-Image = Bild-Text, Berlin: Technische Universität, 1990, p. 287-298.
- "1941-1948: un moment crucial de la couleur", in Verba volant…: l’expérience de la couleur no 3, Marseille: École d’art, 1992, p. 71-87. [Actes de colloque].
- "Le Renouveau de l’art sacré en Europe (1919-1939)", in Un art sans frontières, l’internationalisation des arts en Europe 1900-1950, Paris: Publications de la Sorbonne, 1994, p. 157-174.
- "Introduction au colloque", in Contribution à une culture de l’objet, Strasbourg: École des arts décoratifs, 1996, p. 11-21. [Actes du colloque].
- "D’un Corps transparent", in Transparences, Paris: Les Ed. de la Passion, 1999, p. 89-100. [Entretien avec Emmanuel Saulnier].
- "Actualité de la mosaïque au XXe siècle?", in Mosaïque: trésor de la latinité, Paris: Ars latina, 2000, p. 443-451.
- "Le Vitrail au XXe siècle: éclats et éclipses", in Architectures de lumière: vitraux d’artistes 1975-2000, Paris: Marval, 2000, p. 30-63.
- "Ronchamp au regard de l’art contemporain", in Ronchamp: l’exigence d’une rencontre. Le Corbusier et la chapelle Notre-Dame du Haut, Lyon: Fage, 2007, p. 103-111. [Actes du colloque].
- [Préface], in "Transmettre l’art: figures et méthodes. Quelle histoire?", Dijon: Les Presses du reél, 2013, p. 9-15, (Figures). [Actes du colloque].
- "Dialogue sur l'enseignement de l'architecture d'intérieur" [Entretien avec Javier Fernandez Contreras], in L’Architecture par l’intérieur: concepts et imaginaires d’une discipline en devenir, Genève: MétisPresses, 2018, p. 185-205, (vuesDensemble).
- "Voyage à Marfa (TX)", in "Fieldwork Marfa Texas USA: dix ans d'expérimentations artistiques: Beaux-Arts Nantes, HEAD Genève", Nantes: École supérieure des beaux-arts de Nantes; Genève: Haute école d’art et de design-Genève; Paris: Jannink, 2021, p. 10-12. [Dir. de publ. en collaboration avec Pierre-Jean Galdin].

### Catalogues (sélection)
- "Mario Giacomelli, terre écrites", in Catalogue Construire les paysages de la photographie, Metz: s.n., 1984, non paginé.
- "Jean Bazaine ou la rencontre ouverte", in Catalogue Bazaine 1971-1985, Arras: Centre Noroit, 1986, p. 4-12.
- "Jean Bazaine ou la rencontre ouverte", in Catalogue Jean Bazaine, Saint Paul: Fondation Maeght, 1987, p. 40-42. [Extrait].
- "L’Horizon ouvert du blanc", in Catalogue Bazaine, Paris: Galerie Adrien Maeght, 1987, p. 4-9.
- "La Beauté aveugle", in Catalogue UBAC, Bruxelles: Le Botanique, 1987, p. 4-7.
- "Mario Giacomelli, terre écrites", in Catalogue Mario Giacomelli, Douchy: C.R.P.N., 1987, non paginé.

## Prix et distinctions
- Officier de l'ordre des Arts et des Lettres (2012). Promu au grade d'Officier de l'Ordre des Arts et des Lettres en 2012 par Frédéric Mitterrand, Ministre de la Culture[13]
- Docteur Honoris Causa de l’Université des Arts de Cluj en Roumanie
- Médaille de Genève Reconnaissante 2022[14],[15]
- Prix de la Fondation pour Genève 2023 remis au Victoria Hall[16]

## Sources
VIAF, GND, HAL, BNF OpenEdition